# 明天，我要和昨天的妳約會
《明天，我要和昨天的妳約會》是一部於2014年由七月隆文創作的愛情小說，由寶島社文庫出版。其改編的同名電影在2016年於日本上映，2017年於臺灣上映。

## 劇情大綱
第1日，20歲的美術大學學生南山高壽在通勤上學時，對20歲的美容專門學校學生福壽愛美一見鍾情，下車後便向她告白，兩人相談甚歡，相約明天再見。第2日，愛美在動物園找到寫生的高壽，要他帶自己到寶池遊玩，並提到自己有和他相似的經歷，兩人交換聯絡方式並訂下次日的約會。第3日，兩人有了愉快的約會，愛美表示自己一直暗中關注高壽，並答應和高壽交往。之後他們幾乎每天約會，兩人感情逐漸加深，在初次交歡後，兩人於車站吻別。
高壽從一次談話中懷疑愛美有預知未來的能力，後來他無意間翻開愛美的筆記本，內容記載未來之事，他立即接到愛美的電話。次日愛美坦承一切，表示自己來自時間逆行的平行世界，高壽的未來對自己而言都是過去。並提出一張未來照片作為證明，她表示兩人只能五年相遇一次，每次三十天。因此愛美並沒有和高壽在一起的回憶。高壽懷疑愛美並非真心喜歡自己，只是照著日記所述演出的假象，並認為兩人不是非得照著日記走不可，因此和愛美爭執。
高壽意識到自己初次體驗的共同經歷，對愛美都是最後一次體驗，且隨日期更迭，兩人會漸行漸遠，因此向愛美道歉並與她重修舊好。第22日起，兩人珍惜著所剩不多的時光，愉快地約會和遊玩。第29日，愛美與高壽的雙親見面，高壽對兩人無法結為連理一事嚎啕大哭。第30日，高壽畫下愛美的肖像，高壽表示兩人並不會擦身而過，而是擁有共同的命運，隨著午夜到來，愛美消失在高壽眼前。五年後，25歲的高壽遇見15歲的愛美，並給她看了她的肖像。
之後故事以愛美為主要視角，以她的第1日開始，倒敘先前情節，並以愛美的第30日，即與高壽別離的場景作結。

## 小說
2014年8月20日出版，封面插畫由 Kasuyanagato 負責，封面設計由光昭山田負責。以京都為場景，描寫30天裡一對20歲男女的愛情故事，其中的故事場景有叡山電鐵和寶池公園。
2016年5月23日，小說的銷售量已超過100萬冊。

### 出版資訊
| 出版者             | 出版日期      | 媒介   | 頁數  | 書籍編碼               | 譯者   |
| ------------------ | ------------- | ------ | ----- | ---------------------- | ------ |
| 寶島社             | 2014年8月20日 | 單行本 | 287頁 | ISBN 978-4-8002-2610-5 |        |
| 영상출판미디어(주) | 2016年2月18日 | 平裝書 |       | ISBN 979-1-1319-3990-1 |        |
| 化學工業出版社     | 2017年2月1日  | 平裝書 | 216頁 | ISBN 978-7-1222-8519-5 | 夏殊言 |
| 春天出版社         | 2017年2月14日 | 平裝書 | 288頁 | ISBN 978-9-8694-1278-0 | 王蘊潔 |

### 獎項成績
| 年度   | 大獎             | 獎項       | 人物     | 結果 |
| ------ | ---------------- | ---------- | -------- | ---- |
| 2015年 | 第3回京都本大賞  | 大賞       | 七月隆文 | 獲獎 |
| 2017年 | 第42屆報知電影獎 | 最佳新人獎 | 清原果耶 | 提名 |

## 電影
《明天，我要和昨天的妳約會》是一部改编自同名小说的日本電影，由三木孝浩執導，吉田智子編劇，福士蒼汰、小松菜奈等主演。2016年12月17日在日本上映，2017年3月10日在臺灣上映。

### 演員
南山高壽（福士蒼汰飾演）
本作男主角。2017年時為20歲，生活在京都一本橋周邊，為大學美術科系的二年級學生。於平日上學途中的叡山電鐵叡山本線電車上對女主角一見鍾情。
福壽愛美（小松菜奈飾演）（中學生時期：清原果耶、幼少時期：川北のん）
本作女主角。2017年時為20歲。為美容專門學校的學生。經常在奇怪的時間點流眼淚。有半夜十二點前一定要回家的門禁。
上山正一（東出昌大飾演）
高壽的至親好友，從幼稚園認識至今。在一間名叫『くらわんか』的餐廳兼職打工。為高壽的戀愛導師。
林（山田裕貴飾演）

南山 たかもり（大鷹明良飾演）
高壽的父親。
南山 えいこ（宮崎美子飾演）
高壽的母親。

### 劇組
- 原作： 七月隆文『ぼくは明日、昨日のきみとデートする』（宝島社）
- 導演： 三木孝浩[5]
- 編劇： 吉田智子
- 製片： 川田尚広、西野智也
- 監製： 山内章弘
- 配樂： 松谷卓
- 攝影： 山田康介
- 剪輯： 坂東直哉
- 製片商： 東寶株式會社
- 發行商： 映画「ぼくは明日、昨日のきみとデートする」製作委員会

### 主題曲
電影主題曲為Back number的《Happy End》。

### 場景
無論是原作還是電影都是以京都作為主場景，包括叡山電鐵叡山本線及其中的寶池車站與茶山車站、寶池公園、京都市動物園、sowgen brocante、三條大橋、京都みなみ会館、さらさ西陣、一本橋周邊、伏見稻荷大社、古川町商店街、鴨川三角洲、京都精華大學、柳小路等。
- 寶池車站作為重要場景，其中有兩張椅子留有演員福士蒼汰與小松菜奈的親筆簽名。
- 寶池公園為男女主角見面地點，電影中在此場景有許多劇情。
- 三條大橋為男主角向女主角告白的地點。
- 京都市動物園為男主角第二天的戶外寫生地點。
- 茶山車站是距離男主角居住公寓最接近的車站。
- 鴨川三角洲、伏見稻荷大社千本鳥居為其約會地點。
- さらさ西陣是一間咖啡廳，男女主角經常到訪。
- 一本橋周邊為第一次牽手的場景。
- 古川町商店街為兩人逛街場景。
- 京都精華大學為男主角就讀的大學。

- 故事開始時的叡山電鐵叡山本線電車。
- 男主角搭訕的寶池車站。
- 寶池公園。
- 男主角第一次約會告白的場景三條大橋。
- 伏見稻荷大社。
- 鴨川三角洲。
- 男主角寫生的京都市動物園。